# 第4飛行隊 (航空自衛隊)
第4飛行隊（だい4ひこうたい、JASDF 4th Tactical Fighter Squadron）は、かつて航空自衛隊中部航空方面隊第6航空団隷下にあった戦闘機部隊。第3飛行隊に続く、航空自衛隊2番目のF-86F戦闘飛行隊として1957年（昭和32年）に浜松基地で新編され、1975年（昭和50年）に閉隊されるまで千歳基地、小松基地と渡り歩いた。

## 概要

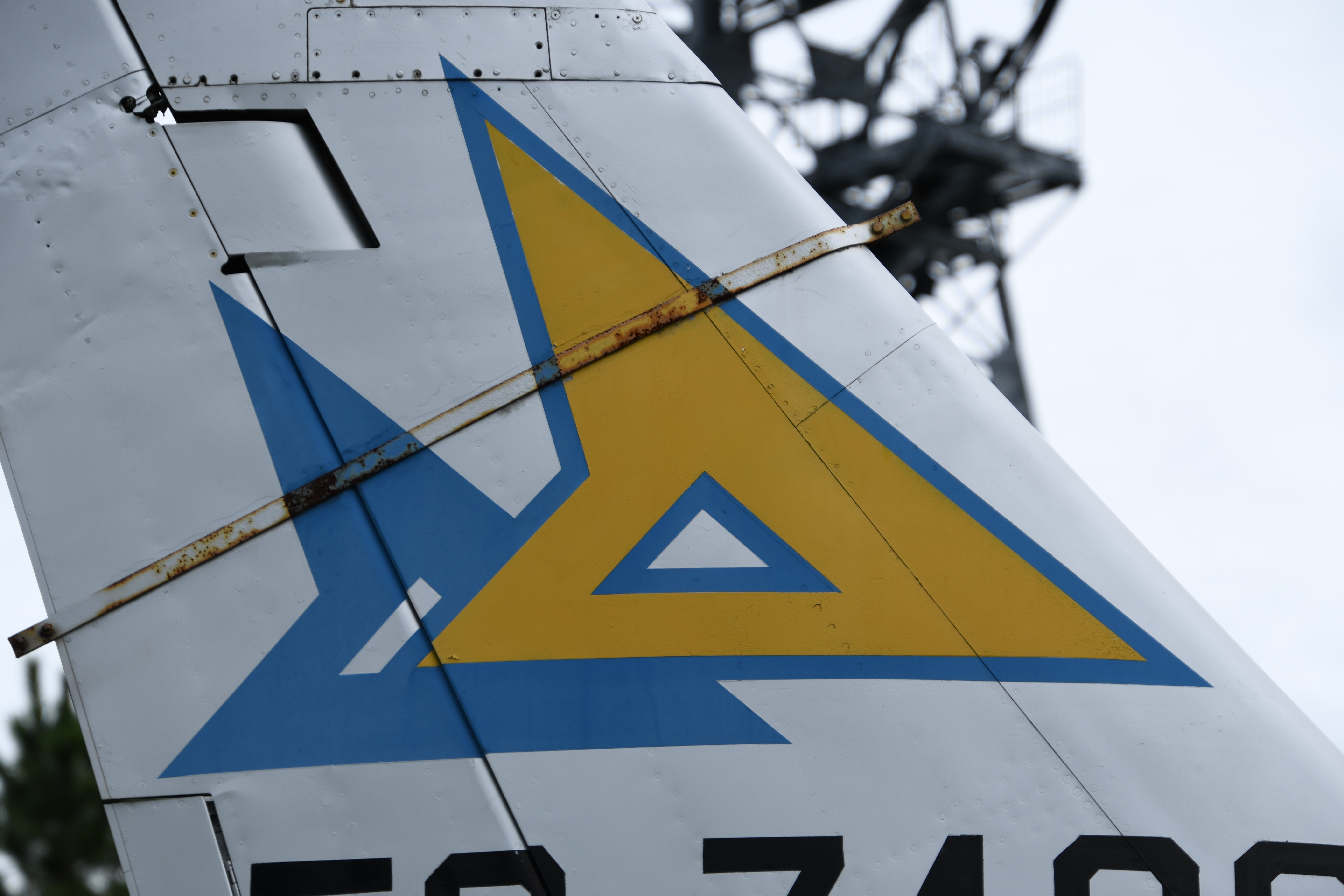
第4飛行隊部隊マークのシェブロン

第4飛行隊はF-86F戦闘機を運用する飛行隊として、1957年（昭和32年）2月1日に、静岡県浜松基地第2航空団隷下として新編された。同年9月2日には第2航空団の北海道千歳基地への移駐に伴い、第3飛行隊とともに千歳基地へ移動し、1958年（昭和33年）4月28日から対領空侵犯措置任務を開始した。
第4飛行隊は石川県小松基地で第6航空団が新編されることに伴って小松基地へ移動することとなり、1961年（昭和36年）5月17日に臨時小松派遣隊として先遣隊を送り出し、同年7月15日に部隊移動を完了した。
1973年（昭和48年）2月17日から10月29日までの間、小松基地の滑走路工事のため福岡県築城基地へ移動し、小松基地に帰還してから1年8ヶ月活動した後、1975年（昭和50年）6月30日に第4飛行隊は閉隊した。
部隊マークは、第6航空団を示す「6」をモチーフとした黄と青のシェブロン。

## 沿革
- 1957年（昭和32年）2月1日 - F-86F飛行隊として浜松基地の第2航空団隷下にて部隊編成[1]。
  - 9月2日 - 千歳基地へ移動[1]。
- 1958年（昭和33年）4月28日 - F-86Fによる対領空侵犯措置任務付与[1]。
- 1961年（昭和36年）5月17日 - 臨時小松派遣隊編成[1]。
  - 7月15日 - 小松基地への移動完了。第6航空団隷下に編入[1]。
- 1973年（昭和48年）2月17日 - 小松基地の滑走路工事のため、築城基地へ移動（同年10月29日まで）[1]。
- 1975年（昭和50年）6月30日 - 第4飛行隊閉隊[1]。

## 歴代運用機
- 戦闘機
  - F-86F（1957年～1975年）
- 連絡機
  - T-33A（1957年～1975年）